# طاووس هرملی (پروانه)
طاووس هرملی (نام علمی: Papilio hermeli) گونه‌ای پروانه است از سرده پروانه‌های پاپیلیو و خانواده پروانه‌های دم‌چلچله‌ای.